# سهل الغانج الهندي

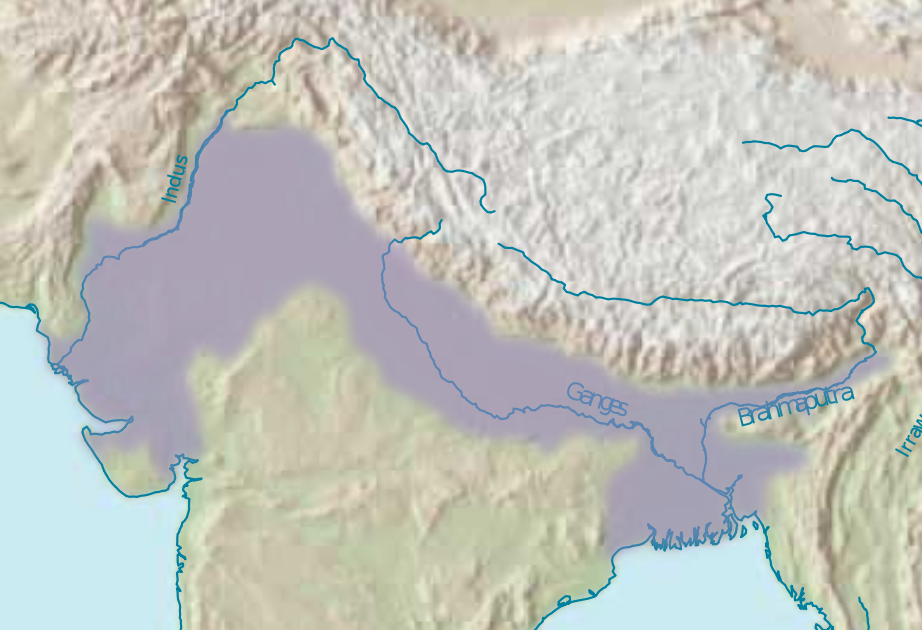
خريطة تخطيطية لسهل الغانج الهندي

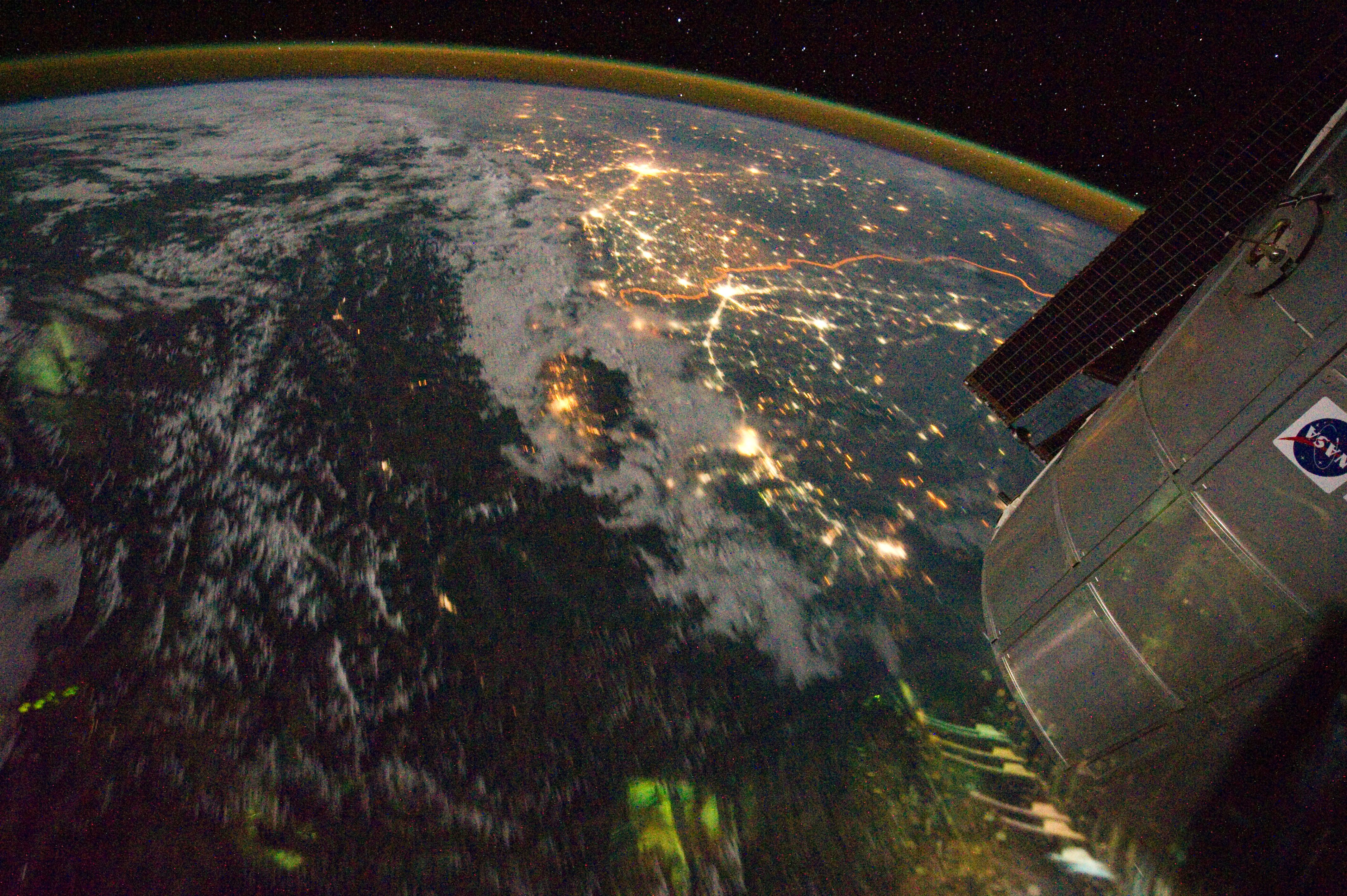
تكشف تجمعات الإضاءة الصفراء في سهل الغانج الهندي عن العديد من المدن الكبرى والصغرى في هذه الصورة التي التقطت من الفضاء لكل من شمال الهند وباكستان.

سهل الغانج الهندي (بالإنجليزية: Indo-Gangetic Plain) ويعرف أيضًا باسم سهل نهر شمال الهند (بالإنجليزية: North Indian River Plain) وهو سهل واسع وخصب يضم معظم أراضي الهند الشمالية والشرقية، ومعظم الأجزاء المأهولة بالسكان في باكستان والأجزاء الجنوبية من نيبال وكل أراضي بنغلاديش تقريبًا. وسميت المنطقة بهذا الاسم نسبة إلى نهر السند ونهر الغانج، وهما نهران توأمان يمران بها ويصرفان فيها.
وتصل الكثافة السكانية في هذا السهل إلى مستويات مرتفعة جدًا نظرًا لتمتعه بتربة خصبة صالحة للزراعة.
ويمثل السهل واحدًا من أكثر المناطق المأهولة بالسكان على الأرض، إذ يعد موطنًا لحوالي مليار شخص (أو ما يعادل 1/7 سكان العالم تقريبًا) على مساحة تبلغ 700000 كم² (270000 ميل²). ومن بين أكبر المدن التي تقع في سهل الغانج الهندي كراتشي وحيدر آباد، باكستان ومُلتان وإسلام آباد وراولبندي وكذلك فيصل آباد ولاهور وأمريتسار ولوديانا وشانديغار ودلهي وجايبور، فضلاً عن كانبور ولكناو والله أباد وفاراناسي وباتنا وكلكتا وجواهاتي ودكا. ومن الصعب، في هذه المنطقة، تحديد أين تبدأ المدن الكبرى وأين تنتهي.
يحد سهل الغانج الهندي من الشمال سلسلة جبال الهيمالايا شاهقة الارتفاع، والتي تغذّي العديد من الأنهار المارّة بها، كما أنها مصدر رواسب الطمي الخصبة التي تتميز بها المنطقة بفضل مجرى النهرين. في حين أن الحافة الجنوبية من السهل تتميز بوجود سلسلة جبال فيندهيا (Vindhya) وسلسلة جبال ساتبورا (Satpura Range)، وكذلك هضبة شوتا ناجبور. وفي الغرب منها ترتفع الهضبة الإيرانية.

## التقسيمات

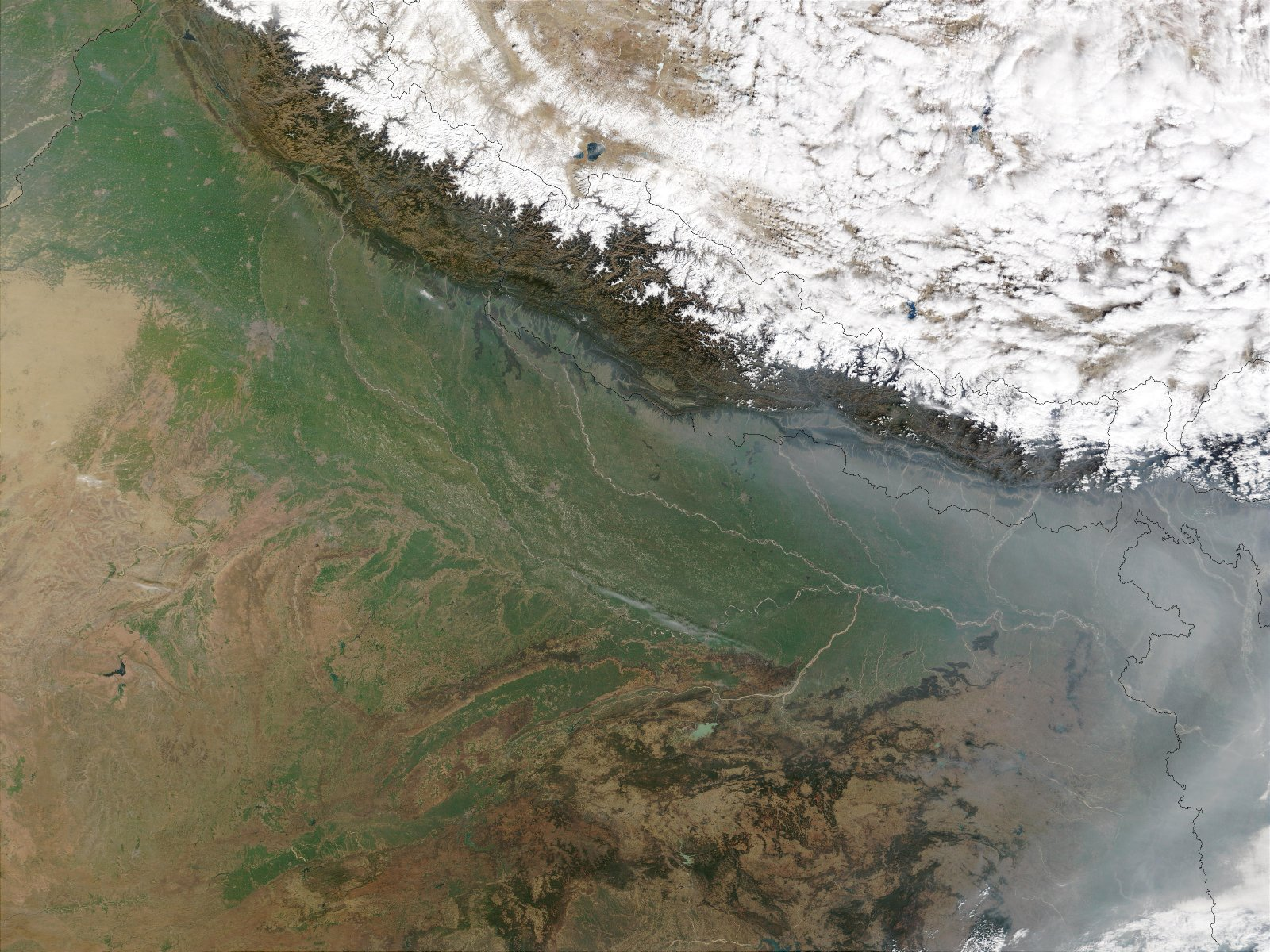
جزء من سهل الغانج الهندي

قسم بعض الجغرافيين سهل غانغ الهندي إلى العديد من الأجزاء: سهل وادي نهر السند، وسهل البنجاب وسهل هاريانا وسهول نهر الغانج الوسطى والسفلى. وتعتمد هذه الفروق الإقليمية في المقام الأول على توفر المياه.
وبتعريف آخر، ينقسم سهل غانج الهندي إلى حوضي صرف بواسطة دلهي ريدج; حيث يتألف الجزء الغربي من سهل البنجاب، وسهل هاريانا، في حين أن الجزء الشرقي يتألف من نظامي الصرف الغانج-برامابوترا (Ganges–Bramaputra). ويرتفع هذا التقسيم حوالي 300 متر أعلى مستوى سطح البحر، وهو ما أدى إلى الاعتقاد بأن يبدو سهل الغانج الهندي ممتدًا بين حوضي الصرف.
ويتم ري سهلي البنجاب وهاريانا من أنهار رافي وبيز وسوتليج. وقد أدت مشاريع الري التي تقام على هذه الأنهار إلى انخفاض معدل تدفق الماء الذي يصل إلى مناطق الصرف المنخفضة في ولاية البنجاب في الهند ووادي السند في باكستان. كما أثارت الفوائد التي جلبها معدل الري المرتفع لمزارعي هاريانا حالة من النقاش والجدل، وذلك بسبب آثار الري التي انعكست على الحياة الزراعية في مناطق البنجاب في كل من الهند وباكستان.
وتمتد سهول الغانج الوسطى من نهر يمنا في الغرب إلى ولاية الـبنغال الغربية في الشرق. إذ أن سهل الغانج السفلي ووادي أسام هما الأكثر خضرة من سهل الغانج الأوسط.
ويتمركز سهل الغانج السفلي في بنغال الغربية، حيث يتدفق منها إلى بنجلاديش. وبعد التحامه بنهر جمنا، أحد فروع نهر براهمابوترا، يشكل كلا النهرين سويًا دلتا الغانج.
ويرتفع نهر براهمابوترا في تبت وكذلك نهر يارلونغ زانجبو (Yarlung Zangbo)، ويتدفق عبر أروناجل برديش وأسام، وذلك قبل عبوره إلى بنغلاديش.

## امتداد سهل غانج الهندي
بوصفه سهلاً متسعًا، فإن الامتداد الدقيق له قد يختلف من مصدر لآخر. يمتد سهل الغانج الهندي، تقريبًا، عبر:
- إقليم كشمير في الشمال;
- منطقة البنجاب في باكستان وجبال أرافالي (Aravalli)؛
- نهر السند في الغرب;
- سفوح جبل الـهيمالايا في ولاية أسام وبنغلاديش في الشرق; و
- سلسلة جبال Vindhya و Satpura، وهضبة شوتا ناجبور في الجنوب.

كما أن منطقة تيراي (Terai) هي امتداد السهل في نيبال. وتشمل الأنهار الموجودة في المنطقة بيز، وشامبال (Chambal)، وتشيناب، ونهر الغانج، ونهر جومتي (Gomti)، بالإضافة إلى نهر السند، ونهر رافي، وسوتليج وأخيرًا يمنا. وتعد تربة السهل غنية بالطمي، مما يجعله أحد أكثر المناطق المزروعة كثافة في العالم. لتصل الكثافة السكانية حتى المناطق الريفية هناك.

## الطبيعة الجغرافية
سهول الغانج الهندية، والمعروفة أيضًا باسم «السهول الكبرى»، هي سهول فيضية كبرى لنظامي نهري السند والغانج-براهمابوترا. حيث يسير النهران في مجرى مواز لجبال الهيمالايا، بدءًا من إقليمي جامو وكشمير في الغرب، إلى أسام في الشرق ليتلاشى تدريجيًا في شمال وشرق الهند. وتضم السهول منطقة تبلغ مساحتها 700000 كم² (270000 ميل²)، ويختلف عرضها على امتداد طولها بالعديد من مئات الكيلومترات. ومن الأنهار الرئيسية في هذا النظام، أنهار الغانج والسند جنبًا إلى جنب مع روافدهما، وهي البيز، ويمنا، وجومتي، ورافي، وشامبال، وسوتلج، وتشيناب.
امتداد سهل الغانج الهندي في أنحاء آسيا الجنوبية. تصنف السهول الكبرى في بعض الأحيان إلى أربعة أقسام:
- حزام بهابار (Bhabar) — هو حزام يوازي سفوح جبال الهيمالايا، ويتألف من الصخور والحصى التي حملتها تيارات النهر. ونظرًا لأن مسامية هذا الحزام مرتفعة جدًا، تتدفق تيارات الماء أسفل الرمال. يبلغ مساحة الحزام بشكل عام من 7-15 كم تقريبًا.
- حزام تيراي — يمتد بجوار منطقة بهابار، ويتكون من طبقة الطمي الأحدث. وتعاود تيارات المياه الجوفية الظهور في هذه المنطقة مجددًا. ولهذا تتميز المنطقة برطوبة مفرطة وغابات كثيفة. كما أنها تشهد أيضًا سقوط أمطار غزيرة خلال العام، كما أنها مأهولة بحياة برية متنوعة.
- حزام بانجار (Bangar) — يتكون من طبقة الطمي الأقدم، ويشكل سدة طميية من السهول الفيضية. وفي سهول الغانج، تنتشر مرتفعات منخفضة تغطيها رواسب من طبقة اللاتريت (صخور حمراء مسامية).
- حزام خضار (Khadar) — ويقع في مناطق الأراضي المنخفضة بعد حزام بنجار. ويتكون من أحدث طبقات الطمي المترسبة من الأنهار التي تمر عبر السهل.

ويعد حزام الغانج الهندي هو المدى الأكثر اتساعًا في العالم الذي يحتوي على طمي يتشكل بالترسب المستمر للغرين القادم مع تيارات الأنهار المتعددة التي تجري فيه. وتتميز هذه السهول بطبيعتها المسطحة، وخلوها من الأشجار، مما يجعلها ملائمة لأغراض الري عبر القنوات. كما أن المنطقة غنية بمصادر المياه الجوفية.
ولهذا، فإن هذه السهول هي المناطق الزراعية الأكثر كثافة في العالم. ومن المحاصيل الرئيسية في المنطقة هي الأرز، والقمح والتي يتم زراعتها بالتناوب. أو قد تتضمن الذرة، وقصب السكر، والقطن. وتصنف سهول الغانج الهندية من بين أكثر المناطق المأهولة بالسكان كثافة في العالم.

## عالم الحيوان
حتى وقت قريب، كانت الأراضي العشبية المفتوحة في سهول غانغ الهندية مأهولة بعدد ضخم من أنواع الحيوانات المختلفة. وقد كانت السهول المفتوحة موطنًا لأعداد ضخمة من آكلات الأعشاب ومن بينها ثلاث فصائل من وحيد القرن (وحيد القرن الهندي، ووحيد قرن جاوة، ووحيد القرن السومطري). حيث كانت المراعي المفتوحة مماثلة من نواحٍ كثيرة لحياة الطبيعة في أفريقيا الحديثة. فجالت الغزلان، والجاموس، ووحيد القرن، والأسود، وأفراس النهر تلك المراعي، بالطريقة ذاتها التي تقوم بها في أفريقيا اليوم. كما عاشت قطعان ضخمة من الفيلة، والغزلان، والظباء، والخيول، جنبًا إلى جنب مع العديد من أنواع الماشية البرية ومنها فصيلة الـ أرخص المنقرضة حاليًا. بينما في مناطق الغابات وجدت العديد من أنواع الـ خنزير البري، والـأيل والمونتجاك (muntjac). وفي المناطق الأكثر رطوبة، القريبة من نهر الغانج وجدت قطعان ضخمة من جاموس الماء التي ترعى على ضفاف النهر جنبًا إلى جنب مع الأنواع المنقرضة من فرس النهر.
كما دعم الكثير من الحيوانات وجود نسبة ضخمة من الحيوانات المفترسة أيضًا. اعتادت حيوانات الـذئب الرمادي، والكلب الآسيوي، والضبع المخطط، والـفهد الآسيوي وأسد آسيوي أن تتحين فرصتها للصيد في السهول المفتوحة، في حين أن الـ ببر والـنمر تبحث عن فريستها في الغابات المحيطة. وفي سهول الغانج وجدت تجمعات كبيرة من الغاريال، والتمساح النهري (mugger crocodile) ودولفين نهري لتضبط بذلك مخزون السمك، وقطعان الهجرة الموسمية التي تعبر النهر.

## الزراعة
تتألف الزراعة في سهول الغانج الهندية بصورة رئيسية من الـ أرز والـ قمح حيث تُزرع المحاصيل فيها بالتناوب. وتتضمن المحاصيل الأخرى ذرة (نبات)، وقصب السكر، والـ قطن.
ويعد المصدر الرئيسي لمياه الأمطار هو الـرياح موسمية الجنوبية الغربية والتي عادة ما تكون كافية للزراعة العامة. وتوفر العديد من الأنهار المتدفقة من الهمالايا المياه للعديد من أعمال الري الكبرى.

## إمدادات المياه الشحيحة
نظرًا لمعدل النمو المتزايد في أعداد السكان (فضلاً عن غيره من العوامل)، تعد هذه المنطقة ذات خطورة أكبر قد تعرضها لنقص المياه في المستقبل.
وتشكل هذه المنطقة الأراضي التي تفصل بين نهر براهمابوترا، وسلسلة جبال أرافلي، كما تعبرها أنهار الغانج، ويمنا، وغاجرا (Ghaggra)، وشامبال، وبراهمابوترا.

## تاريخ المنطقة
تشتهر المنطقة بـحضارة وادي السند، المتمركزة في دولة باكستان، والمسؤولة عن مولد حضارة جنوب آسيا القديمة. سهلت التضاريس المسطحة والخصبة من الصعود المتكرر وتوسع الإمبراطوريات المختلفة، بما في ذلك إمبراطورية جوبتا، وقنوج، ومجادا (Magadha), والإمبراطورية الماورية، وإمبراطورية مغول الهند وأخيرًا سلطنة دلهي – وكلها ذات مراكز ديموغرافية وسياسية في سهل الغانج الهندي. ففي أثناء الحقبة الفيدية والعصور الملحمية في تاريخ الهند، تم الإشارة إلى هذه المنطقة باسم «أريفارتا Aryavarta» (أرض الـآريون) والتي كانت تحدها من الغرب نهر السند ومن الجنوب سلسلة جبال Vindhya. وخلال العصر الإسلامي، أطلق الحكام الأتراك، والأفغان وشعب إيران على هذه المنطقة اسم «هندوستان» (أرض الهندوس), إذ أنها مأخوذة من المسمى الفارسي لـنهر السند. ثم استخدم المسمى لاحقًا للإشارة إلى الهند كاملة ولكن حتى في العصر الحديث، تسمى لهجة الـلغة الهندية-لغة أردوية الشائعة في هذه المنطقة باسم هندوستاني، وهو المصطلح المستخدم للإشارة إلى الموسيقى والثقافة المحلية.
كما كان لكل من بريطانيا والهند المستقلة مراكز ديموغرافية وسياسية هنالك (أولاً في كلكتا ثم دلهي). ولا تزال أعمدة، واكتشافات أسرة موريا ماثلة في هذه السهول.

## لغات شعوب المنطقة
يتحدث شعوب سهل الغانج الهندي في الغالب اللغات الهندية الآرية.
هذا، بالإضافة إلى ذلك مجموعة كبيرة ومتنوعة من اللغات الإقليمية، والتي تشكل في حالات متعددة مجموعة لهجات مع أخرى غيرها[بحاجة لمصدر].

## المدن
من بين أكبر المدن التي تقع في سهل الغانج الهندي توجد مدن أحمد آباد، ولوديانا، وأمريستار، وشانديغار، فضلاً عن دلهي، وديبروجاره، وجواهاتي، وجورهات، وكانبور، وكذلك اكيبمور، ولكناو، والله أباد، وفاراناسي، وباتنا في الهند، في حين توجد مدن دكا في بنغلاديش، ولاهور، وفيصل آباد، وراولبندي-إسلام آباد، وملتان، بالإضافة إلى حيدر آباد وكراتشي في باكستان. وفي هذه المنطقة، من الصعب تحديد أين تبدأ المدن الكبرى وأين تنتهي.

## التقسيمات الإدارية
نظرًا لأنه ليس من الممكن تماما تعريف حدود سهل الغانج الهندي، فإن من الصعب أيضًا تقديم قائمة دقيقة بالمناطق الإدارية التي تعد جزءًا من السهل.
وفيما يلي المناطق التي تعد بأكملها جزءًا، أو أكثر من نصفها جزءًا، من هذه السهول:
- بنغلاديش (كل البلاد تقريبًا)
- الهند
  - ولاية آسام
  - بيهار
  - دلهي
  - هاريانا
  - البنجاب
  - راجاستان
  - ترابييورا
  - أتر برديش
  - بنغال الغربية
- نيبال
  - ولاية Madhesh
- باكستان
  - البنجاب
  - نهر السند

أجزاء صغيرة من المناطق الإدارية التالية تقع ضمن حدود السهل أو لا تقع أجزاء منها ضمن حدوده:
- الهند
  - ماديا براديش
  - ميغالايا
  - جهارخاند
  - أوريسا
- باكستان
  - بلوشستان
  - خيبر بختونخوا
- كشمير